# 陰嚢血瘤
血瘤（けつりゅう、英: Hematocele）とは、体腔や潜在空隙における血液の貯留であり、鬱血とは区別される。この用語は、陰嚢血瘤（いんのうけつりゅう、英: Scrotal hematocele）として知られる精巣周囲の精巣鞘膜における血液の集まりを指すのが最も一般的であるが、腹腔や他の体腔にも生じ得る。血瘤は稀であり、診断や治療は容易でない。血瘤は、特に通常50歳以上の男性において、陰嚢に緩徐に成長する腫瘤として診られる。
陰嚢内腫瘤（英: Scrotal mass）とは、陰嚢に感じられるしこりや膨らみを指し、良性と悪性に分けられる。陰嚢血瘤は良性の陰嚢内腫瘤である。
陰嚢血瘤は血性陰嚢（米: Hemoscrotum, 英: Haemoscrotum）とも呼ばれる。
陰嚢血瘤は外傷（騎乗型損傷等）に続発したり、手術の合併症としても発生する。しばしば精巣痛を伴う。血友病患者や大腿動脈へのカテーテル挿入後にも報告されている。臨床的に診断が確定しない場合は、陰嚢を裏からペンライトで照らすと、陰嚢内に不透明の液体が確認できる。超音波検査も診断の確定に有用である。重症例や治療困難例では、外科的切開排液が必要になることがある。外科的ドレナージ後の再発を予防するため、ドレーンを留置することがある。

## 徴候・症状
徴候および症状は、現状の病状および病歴によって異なる。血瘤症では、病変の位置や血瘤に起因する様々な症状が診られる。陰嚢に突然の疼痛が生じた場合は、精巣の恒久的損傷を避けるために救急科を受診することが重要である。精巣腫瘍や精巣捻転などによる血瘤では、以下に挙げる徴候や症状が見られる：
- 異常なしこり
- 突然の疼痛
- 陰嚢の鈍痛や重苦しさ
- 鼠径部、腹部、腰部全体に放散する疼痛
- 精巣の圧痛、腫脹、硬結
- 精巣上体の圧痛、腫脹、硬結
- 陰嚢の腫脹
- 陰嚢皮膚の発赤
- 嘔気・嘔吐

陰嚢内腫瘤の原因が感染によるものであれば、以下の様な徴候や症状がみられる：
- 膿
- 膿尿（英語版）または血尿
- 発熱

## 原因
陰嚢内腫瘤は、液体の貯留、異常組織の増殖、または陰嚢の正常な内容物が腫脹、炎症、硬結したもの等であり、癌である可能性も、精巣の機能や健康に影響を及ぼす他の疾患が原因である可能性もある。血瘤は精巣外傷の最も一般的な後遺症のひとつである。外傷性血瘤は通常、精巣破裂（症例の80％）または蔓状静脈叢の断裂によって生じる。精巣破裂や精巣捻転も陰嚢血瘤の一般的な原因である。また、腎障害、膵炎、血液機能障害、血管炎が原因となることもある。
陰嚢血瘤の原因となる可能性のある疾患には、以下の様なものがある：
- 精巣腫瘍
- 精液瘤
- 精巣上体炎
- 精巣炎
- (陰嚢)水腫
- 精索静脈瘤
- 鼠径ヘルニア
- 精巣捻転

## 病態生理学
慢性陰嚢血瘤の発生は稀である。血瘤の直接の原因はまだ不明である。血瘤は特発性のものと続発性のものに分類される。特発性血瘤は、精巣腫瘍や精巣外傷の既往がなく、臓器に痛みを伴わないもので、高齢者に多く診られる。続発性血瘤は通常、外傷、手術、新生物に関連するが、血液学的変化や血管炎によって引き起こされることもある。
軽微な外傷により、精巣白膜の下で拡張した微小血管が破裂することが原因であると思われる。

血瘤は緩徐に進行し、その持続期間は数ヶ月から数十年である。通常、痛みはないが、陰嚢に不快感や重苦しさを感じることが多い。発生直後の血瘤では、精巣鞘膜は凝固した新鮮な血液で満ちている。出血性嚢胞となった血瘤は容易に破裂し、多くの問題を引き起こす。血瘤が古い場合、精巣鞘膜は精巣容積の数倍のスポンジ状の物質で満たされている様に見える。この物質の殆どはフィブリンとコレステロールの肉芽腫である。慢性血瘤では、血餅は全体的または部分的に結合組織からなり、多くの新生血管とヘモジデリン沈着マクロファージを含んでいる。精巣鞘膜に面した結合組織はフィブリン残渣で裏打ちされている。最終段階では精巣鞘膜病変は肥厚し、線維化し、石灰化し、骨異形成を示すこともある。

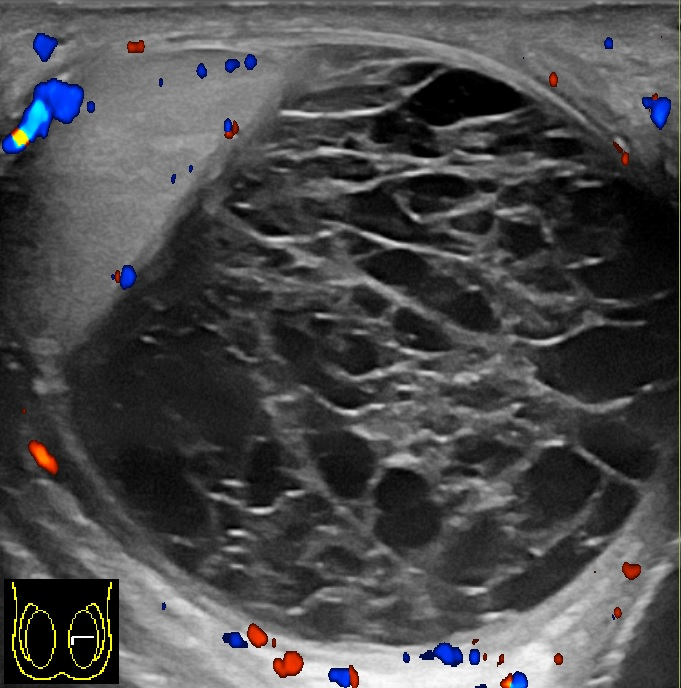
血瘤の出現から2～3週間後の陰嚢超音波検査で、多発性の肥厚隔壁を伴う液胞を示す。ドップラー超音波検査で血流は認められない。膿瘤も同様の外観を示すが、炎症がないため除外された。

## 診断
血瘤は嚢胞や新生物と類似している場合があり、診断が難しいことがある。最終的な診断を下すには、様々な検査を組み合わせる必要がある：
- 身体診察
- 超音波検査
- 尿検査
- 血液検査
- CT
- MRI

血瘤の鑑別診断には、精巣腫瘍、精巣捻転、精巣上体炎などがある。血液検査や尿検査では、血清中の腫瘍マーカー（α-胎児蛋白質、癌胎児性抗原、β-ヒト絨毛性ゴナドトロピン）を検出することで、精巣腫瘍の有無を明らかにすることができる。血液学的変化や血管炎を認めない場合は、陰嚢血瘤の別の原因が考えられる。原因が判明しない場合は、特発性陰嚢血瘤と診断される。慢性特発性陰嚢血瘤の場合、通常、会陰部への外傷歴は否定され、これが特発性陰嚢血瘤の診断の重要な根拠となる。

## 治療
殆どの血瘤は、その重症度によって、軽度から侵襲的な医療処置が必要となる。血瘤破裂の修復は、特に円周性の場合は、柔組織の大部分がヘルニアを起こして既に壊死している可能性があるため困難である。
血瘤が比較的小さく、痛みがあまりない場合は、脚の挙上や安静などの保存的治療で充分な場合がある。重症の場合は、外科的治療が必要になる。陰嚢に貯留した血液を排出する手術が行われることもある。出血の原因が精巣腫瘍であることが判明した場合は、癌が体の他の部位に転移するのを防ぐため、通常精巣を全摘出する。血瘤の治療に手術が必要になった場合、手術後に陰嚢が腫れる傾向があるため、患者が手術から完全に回復するまで数週間掛かることがある。この腫脹は、不快感や疼痛が長引く原因となる。回復を促進させるため、しばしば医薬品が用いられる。
定期的な健康診断は、医師があらゆる種類の血瘤を発見するために有用である。殆どの病状は早期発見が治療の鍵となる。様々なタイプの血瘤で合併症が急速に進行する可能性があるため、早期診断を受けることが特に重要となる。血瘤の予防には、精巣の自己検診による早期の異常発見が大切である。特に、精巣腫瘍やその既往歴がある人は、月に1度は精巣を検査することが勧められる。

## 予後
血瘤患者の平均余命は、重症度や血瘤を引き起こした基礎的原因によって異なる。全ての血瘤が長期にわたる合併症を引き起こすものではないが、精巣の健康や機能に影響を及ぼす可能性があり、以下のような症状を引き起こすことがある：
- 発育遅延または発育不良（成長期前の場合）
- 男性不妊

血瘤の重症度は症候性か無症候性かによって異なる。手術で除去した後は回復には数週間掛かるため、このような手術は極端な場合にのみ行われる。

## 疫学
血瘤は、柔組織の萎縮の圧迫を避けるため、速やかに除去すべきである。稀に感染症、化膿症、陰嚢壊疽などの合併症を起こすことがある。

## 調査研究
血瘤は稀であり、診断や治療は容易でない。
ある症例報告では、右側陰嚢に巨大な無痛性腫瘤があり、徐々に増大し、引きずるような感覚を伴うようになった18歳の男性を紹介している。この症例では、外傷や手術歴はなく、全身状態は正常であった。診察の結果、右精巣は腫大し、硬結し、圧痛はなく、精巣感覚は消失していた。病理診断は慢性血瘤と一致した。
現在、他の疾患との鑑別と適切な診断に役立つ研究が進行中である。ドップラー超音波検査が急性陰嚢症患者の鑑別診断に有用であることが、後ろ向き研究で示された。画像検査の精度は、精巣捻転や精巣・精巣上体炎との鑑別診断においてより高いが、精巣捻転による血瘤の誤診の可能性もある。この分野の更なる研究は、血瘤における外科的意思決定の重要性を示している。
陰嚢腫瘤はプライマリ・ケアでよくみられる疾患であり、陰嚢の疼痛は救急外来受診の1％を占める。2017年現在、世界の文献で報告されている症例はわずか35例であり、さまざまな言語の医学雑誌に発表された症例報告が散見されるのみである。